# Karol Hukan
Karol Hukan (ur. 17 marca 1888 w Mikulińcach na Podolu, zm. 20 stycznia 1958 w Krakowie) – polski rzeźbiarz.
Był synem Justyna i Florentyny z Dolińskich. W latach 1900–1907 uczył się rzeźby w Szkole Przemysłu Artystycznego w Kołomyi u Antoniego Goligowskiego i Edwarda Podgórskiego. W latach 1908–1912 studiował w krakowskiej Akademii Sztuk Pięknych u Konstantego Laszczki. Studia uzupełniał podczas pobytu we Włoszech w 1926 i 1933 roku. Był członkiem komisji doradczej przy odnowie kościoła Mariackiego. Po wybuchu II wojny światowej był członkiem prowizorycznej dyrekcji Towarzystwa Przyjaciół Sztuk Pięknych w Krakowie.

Pochowany został na Cmentarzu Salwatorskim, na jego grobowcu znajduje się płaskorzeźba z autoportretem (sektor SC7-A-2).

## Twórczość
Twórczość rzeźbiarska Hukana ukształtowała się pod wpływem Konstantego Laszczki, Augusta Rodina, Michała Anioła i Giovaniego L. Berniniego. Był artystą bardzo płodnym, pozostawił wiele dzieł, głównie w Krakowie. Część z jego prac posiada w swoich zbiorach Muzeum Historyczne Miasta Krakowa. Tworzył w kamieniu, stiuku, brązie, drewnie, gipsie i glinie. Duża pośmiertna wystawa artysty odbyła się Towarzystwie Przyjaciół Sztuk Pięknych w Krakowie w 1958 roku.

## Wybrane prace artysty
- płaskorzeźby w drewnie dla ołtarza tryptykowego w kościele w Jadownikach, 1910[6];
- 6 ołtarzy w kościele Jezuitów w Krakowie, ul. Kopernika 26, zrealizowanych w latach 1921–1930[2]oraz kamienna figura Chrystusa znajdująca się w portalu wejściowym do kościoła[7];
- alegorie Przemysłu i Rolnictwa z lat 1923–1924 na budynku NBP, Kraków ul. Basztowa, 1923–1924[2];
- w kościele Mariackim w Krakowie:
  - posąg Chrystusa w kaplicy Przemienienia Pańskiego, 1925[2][8];
  - 12 popiersi apostołów (na drzwiach bocznych) i 6 polskich świętych na drzwiach przednich do kruchty zachodniej, 1929[2][9][3];
  - brązowa plakieta z portretem z profilu Stanisława Tomkowicza z poświęconego mu epitafium na południowej ścianie Kościoła Mariackiego, 1933[2];
  - płaskorzeźby o tematyce maryjnej na drzwiach wejściowych od strony południowej, 1929[9][8];
- reliefy portretowe na tablicach pamiątkowych umieszczonych na fasadach kamienic w Krakowie[2][3]:
  - św. Alberta Chmielowskiego, ul. Krakowska 43, 1938;
  - Adama Asnyka, ul. Łobzowska 7, 1938 (odtworzona po 1946 roku);
  - Michała Stachowicza, ul. Grodzka 15, 1939;
  - ks. Piotra Skargi na ścianie Domu Arcybractwa Miłosierdzia, ul. Sienna 5[10];
  - Władysława Żeleńskiego na fasadzie Teatru Starego, ul. Jagiellońska 5;
  - Klemensa Bąkowskiego w siedzibie Towarzystwa Miłośników Historii i Zabytków Krakowa w Kamienicy Krauzowskiej, ul. św. Jana 12, 1950[3];
  - Stanisława Wyspiańskiego na Placu Mariackim 9, 1932;
- medalion z popiersiem Tadeusza Banachiewicza na jego sarkofagu (w Krypcie Zasłużonych na Skałce w Krakowie)[3];
- wiele godeł i herbów na krakowskich kamienicach[2] m.in. 2 godła na kamienicach przy ul. Batorego 4a-6a[11];
- rzeźby cmentarne i reliefy portretowe na krakowskich grobowcach:
  - na Cmentarzu Rakowickim – na grobowcu rodziny Felterów, 1927[2], plakiety portretowe m.in. podwójne portrety Marii i Leona Kowalskich oraz Janiny i Mieczysława Kunce[12], płaskorzeźba - głowa Chrystusa na grobie Piotra Seipa (widoczna sygnatura);
  - na Cmentarzu Podgórskim;
  - na Cmentarzu Salwatorskim – 3 reliefy portretowe na grobie rodziny Machayów: Józefy z Machayów Mikowej[13], Eugeniusza Machaya, ks. Karola Machaya oraz płaskorzeźba Matki Bożej na nagrobku rodziny Piątkowskich (1934) i Chrystusa na grobie Juliusza Osterwy[14];
- medal jubileuszowy 80—lecia Stanisława Tomkowicza, bity w srebrze i brązie, 1930[15];
- prace nad pierwotnym projektem pomnika Tadeusza Kościuszki w Sanoku (przerwane przez śmierć artysty)[16];
- medalion na tablicy pamiątkowej poświęconej Maciejowi Szukiewiczowi w Domu Jana Matejki w Krakowie[17];
- tabernakulum w ołtarzu głównym  w kościele Paulinów na Jasnej Górze, (lata dwudzieste XX wieku)[18];
- plakieta z brązu z portretem Kazimierza Bartla na epitafium w kościele Franciszkanów w Krakowie, 1928[2];
- figura Matki Bożej wykonana z piaskowca, przed południową ścianą prezbiterium kościoła św. Jana Chrzciciela we Włocławku[19];
- krucyfiks przeznaczony dla kościoła św. Aleksandra w Warszawie, 1937[1];
- reliefy portretowe na tablicy pamiątkowej poświęconej Teodozji i Kazimierzowi Nowakom, rodzicom Juliana Nowaka na ścianie kościoła w Okocimiu[1];
- relief portretowy biskupa Teodora Kubiny na tablicy pamiątkowej w kaplicy Seminarium Duchownego Częstochowskiego, obecnie (2024) Uniwersytetu Papieskiego Jana Pawła II w Krakowie, ul. Bernardyńska 3 w Krakowie, 1952[20].

## Galeria

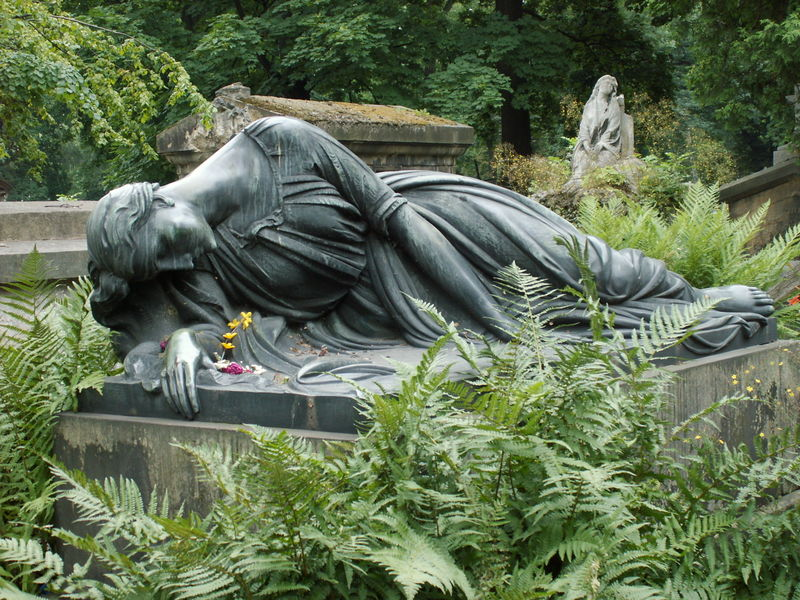
Nagrobek rodziny Felterów z rzeźbą Karola Hukana
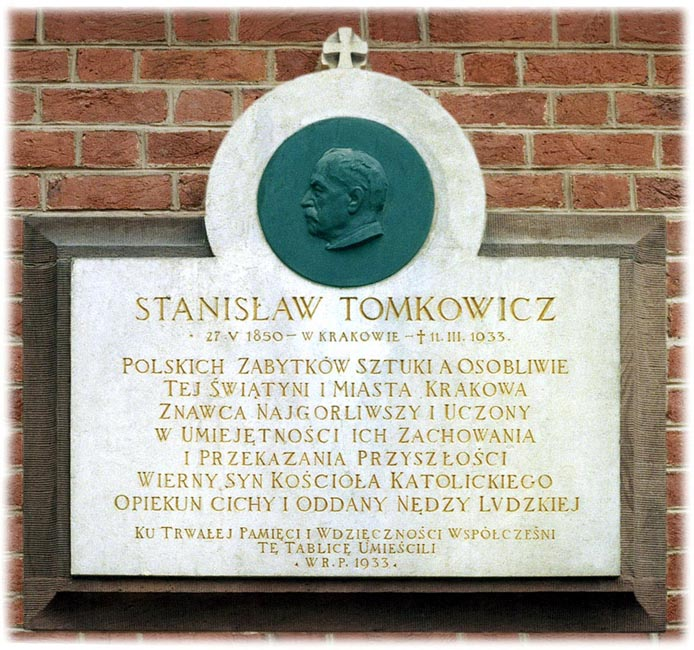
Kościół Mariacki — epitafium S. Tomkowicza
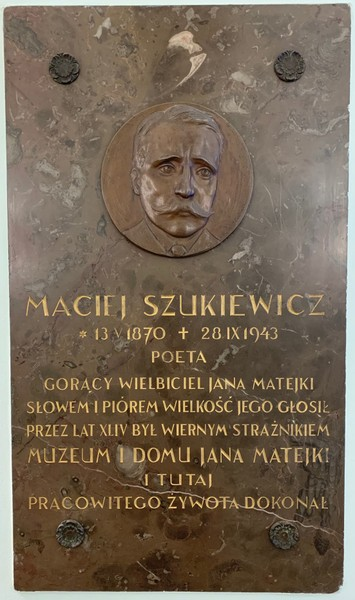
Tablica pamiątkowa poświęcona Maciejowi Szukiewiczowi w Domu Jana Matejki w Krakowie (oddział Muzeum Narodowego w Krakowie)
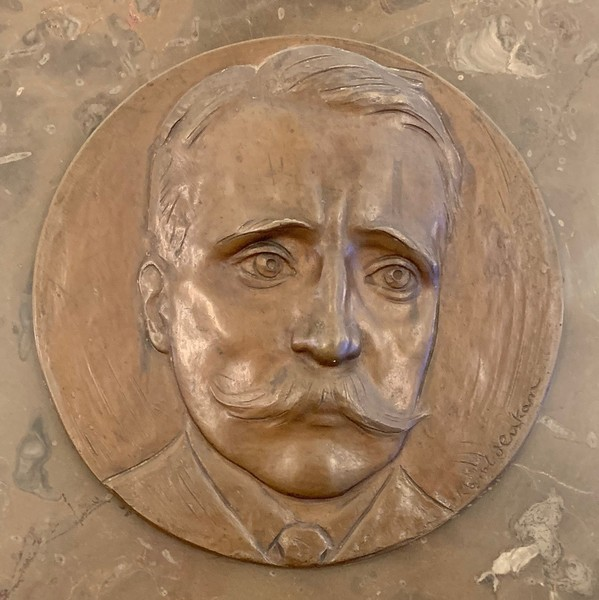
Medalion na tablicy pamiątkowej poświęconej Maciejowi Szukiewiczowi w Domu Jana Matejki w Krakowie (oddział Muzeum Narodowego w Krakowie).
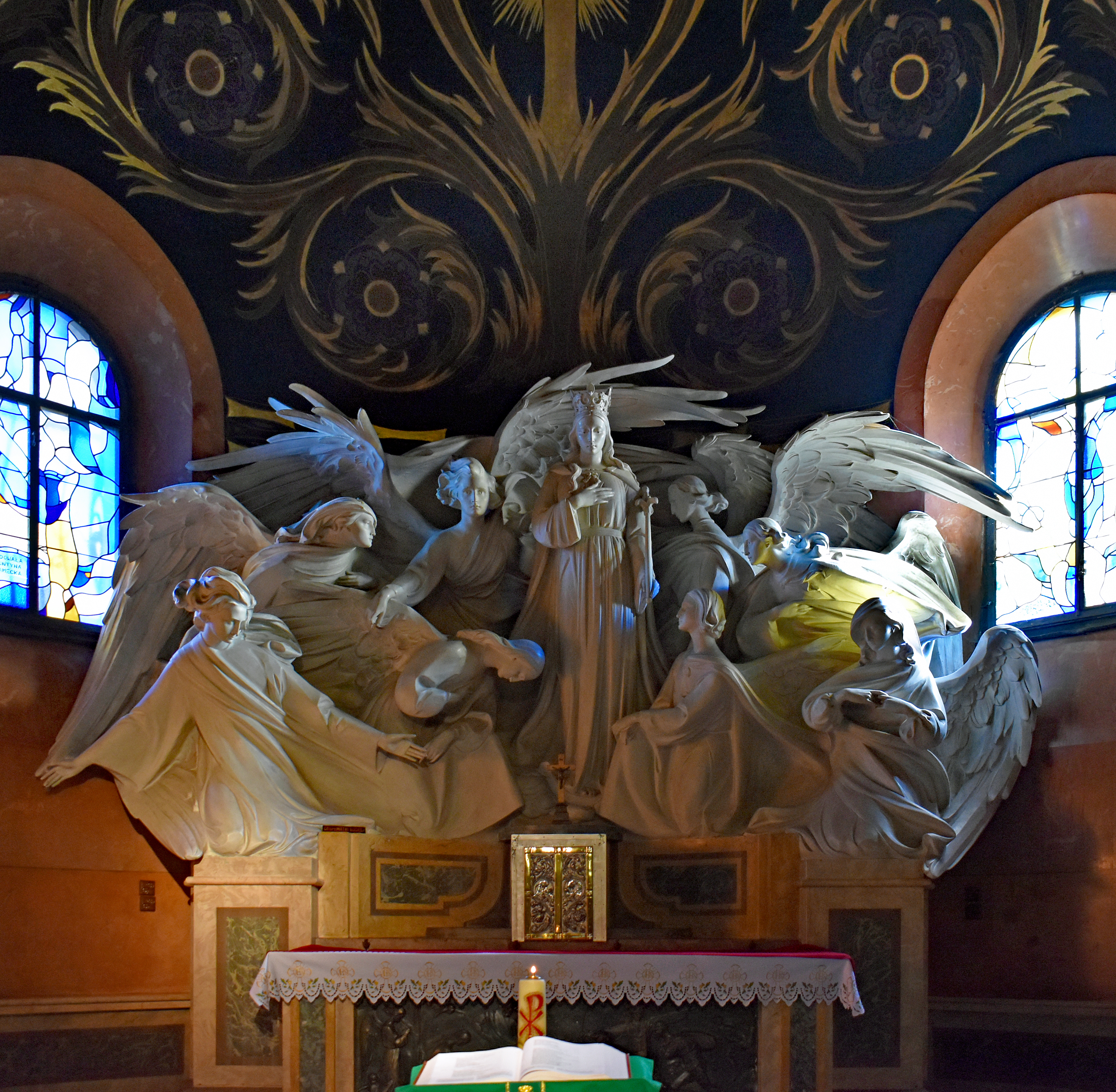
Rzeźby w ołtarzu Matki Boskiej Anielskiej w kościele Najświętszego Serca Pana Jezusa w Krakowie przy ul. Kopernika.
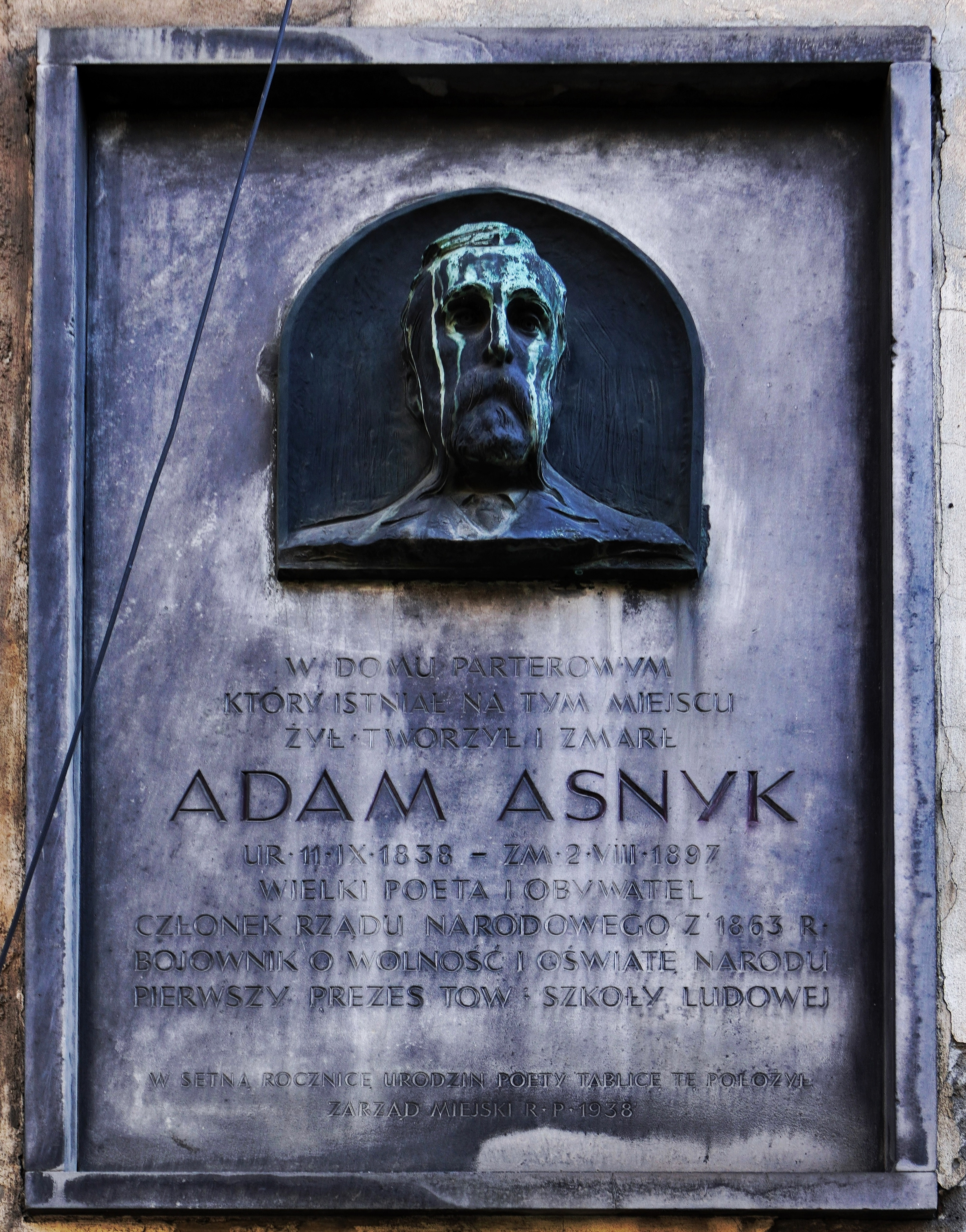
Tablica upamiętniająca Adama Asnyka w elewacji kamienicy przy ul. Łobzowskiej 7 w Krakowie z płaskorzeźbioną głową poety autorstwa Karola Hukana.
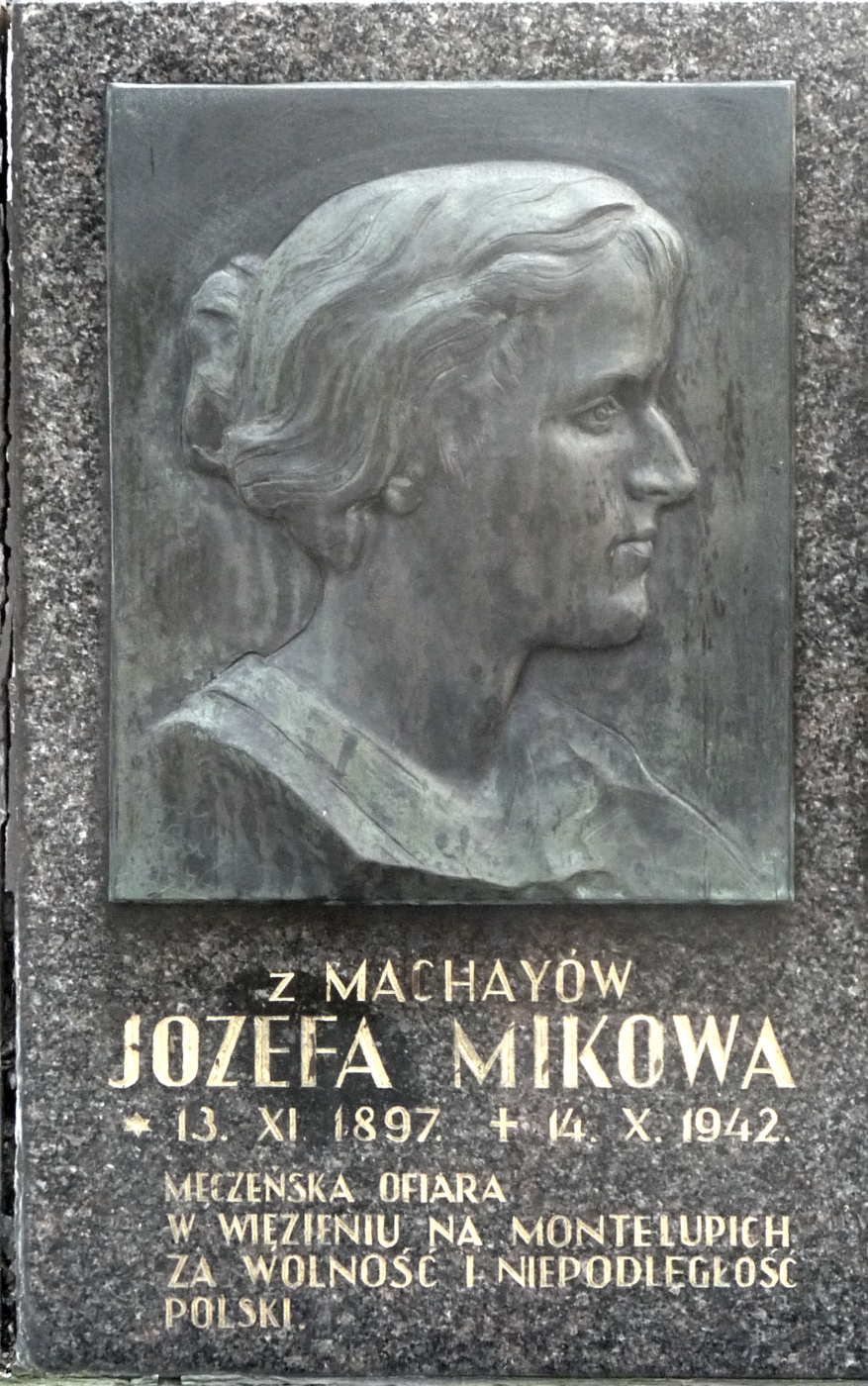
Płaskorzeźba na tablicy nagrobnej Józefy z Machayów Mikowej na Cmentarzu Salwatorskim.
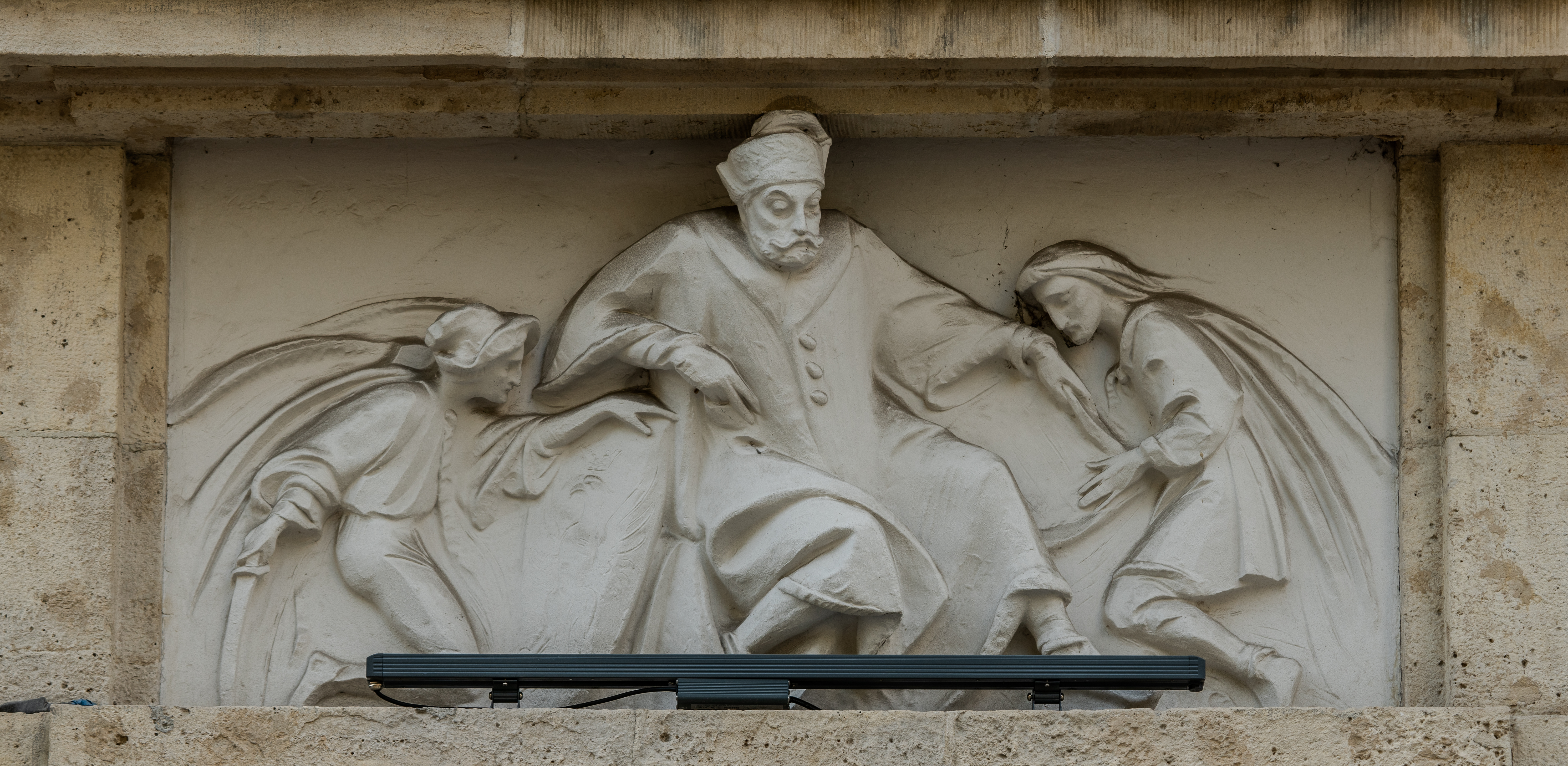
Godło kamienicy, Kraków ul. Batorego 4a.
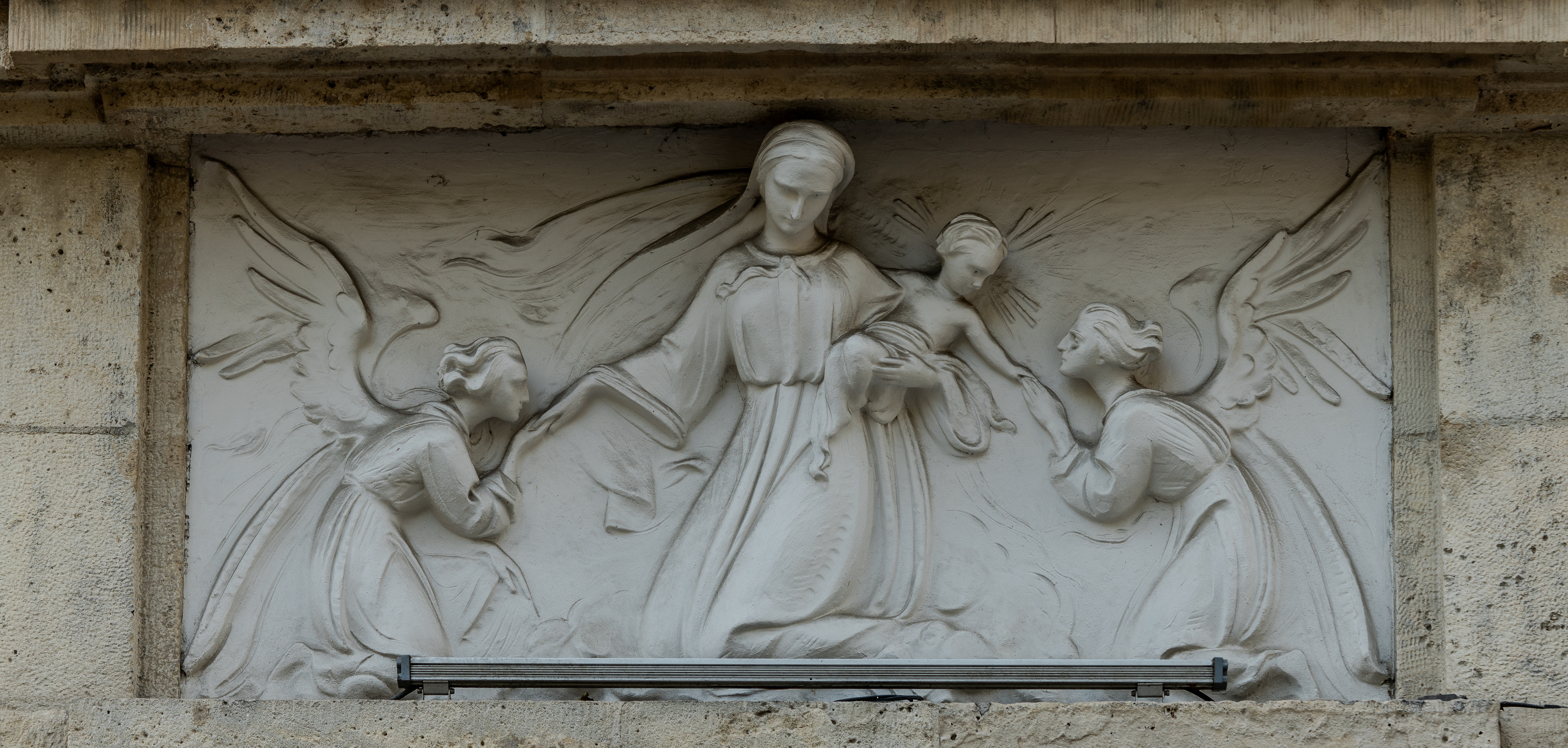
Godło kamienicy, Kraków ul. Batorego 6a.